# Monte Zatta
Il monte Zatta (Sàtta in ligure) è un massiccio dell'Appennino Ligure che raggiunge i 1.404 metri s.l.m. e costituisce un tratto dello spartiacque appenninico tra la valle Sturla, valle del Taro, la Valle Graveglia e la val di Vara (tributarie le ultime due del mar Ligure).

## Geografia
La sommità del massiccio del monte Zatta è costituita da una lunga cresta ondulata, percorsa da un agevole sentiero di crinale, ai margini esterni di tale cresta si trovano il monte Zatta di Ponente (m 1355) e il monte Prato Pinello (m 1390). Tra le due estremità si eleva la cima principale, il monte Zatta di Levante (m 1404). Il versante Sud è ripido e pietroso, mentre quello Nord, verso il passo del Bocco, ha una pendenza più dolce ed è ricoperto da un'ampia faggeta.

## Accesso alla cima
Si raggiunge da Genova prendendo l'autostrada A12 fino a Lavagna, risalendo la valle Sturla fino alla frazione di Borgonovo ligure nel comune di Mezzanego per poi proseguire per l'intera val mogliana sino ad arrivare al Passo del Bocco, o la val Graveglia, fino ad arrivare al passo del Biscia (m.890). Da qui si prende l'ultimo tratto dell'Alta Via delle Cinque Terre (segnavia AV5T) che in circa 2 ore e mezza conduce in vetta. Seguendo l'Alta Via dei Monti Liguri altri accessi sono dal passo del Bocco (m 956) in provincia di Genova e dal passo di Colla Craiola (m 905) in provincia della Spezia.
Il monte Zatta ricade nella tappa n.35 dell'Alta Via dei Monti Liguri, percorso escursionistico montano di 440 km che collega Ventimiglia, in provincia di Imperia, alla piana di Ceparana, nel comune di Bolano, in provincia della Spezia.